# Ritorno al futuro - Parte III
Ritorno al futuro - Parte III (Back to the Future Part III) è un film del 1990 co-ideato e diretto da Robert Zemeckis.
Terzo e ultimo capitolo del franchise di Ritorno al Futuro, è stato girato contemporaneamente al secondo episodio della saga che uscì un anno prima.
Inizialmente le trame di Ritorno al futuro - Parte III e del precedente Ritorno al futuro - Parte II dovevano essere contenute in un solo film, che avrebbe dovuto intitolarsi Paradox.

## Trama
Il diciassettenne Marty McFly è rimasto nuovamente intrappolato nel 1955, dal momento che il suo amico Emmett "Doc" Brown, nella notte del 12 novembre di quell'anno, è stato catapultato nel 1885 dalla scarica di un fulmine, insieme alla macchina del tempo. Per informarlo che stava bene, il Doc finito per sbaglio nel 1885 ha lasciato una lettera per Marty alla Western Union, chiedendo che venisse consegnata a Marty 70 anni dopo esattamente nel punto e nell'ora in cui la DeLorean è sparita colpita da un fulmine. Nella lettera, Doc ha inoltre dato a Marty tutte le indicazioni per trovare la macchina del tempo nel luogo dov'è nascosta. Costretto a chiedere nuovamente aiuto al "giovane" Doc, Marty, nel recuperare la DeLorean che il Doc "anziano" aveva nascosto nell'Ottocento in una vecchia miniera accanto a un cimitero abbandonato, scopre, leggendo una lapide, che questi verrà ucciso con un colpo di pistola alla schiena il 7 settembre 1885 – ovvero pochi giorni dopo aver spedito la lettera – dal feroce pistolero Buford "Cane Pazzo" Tannen, bisnonno di Biff, per un debito di 80 dollari.

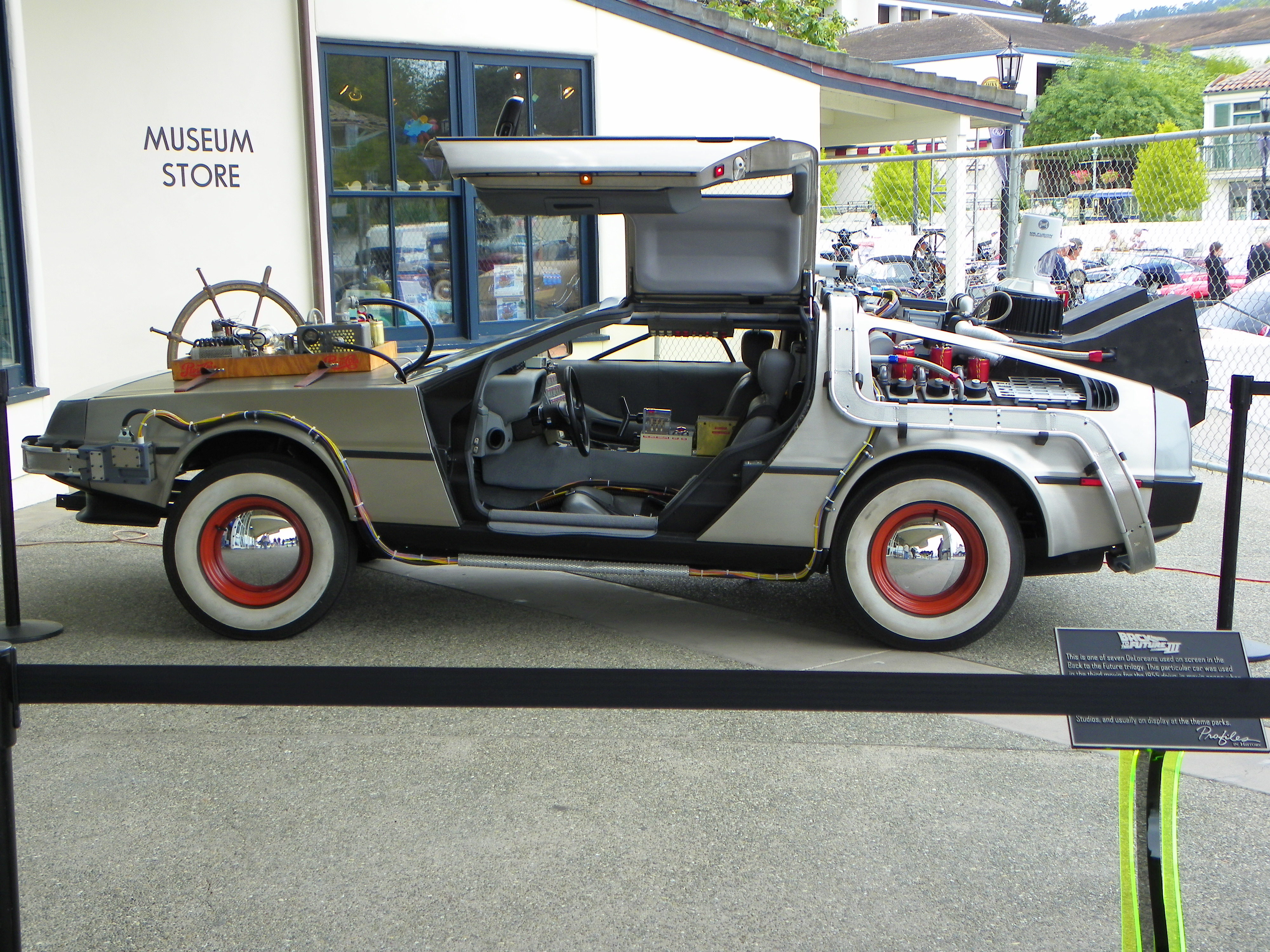
La DeLorean così come appare dopo essere stata riparata dal Doc del 1955

Deciso a salvare l'amico, Marty, dopo che la DeLorean è stata riparata dai danni causati dal fulmine e dal tempo, si fa dare dal Doc del 1955 dei vestiti adatti e parte per il vecchio west: lì, dopo una fuga dai nativi americani, scopre di aver rotto involontariamente il serbatoio della DeLorean, che aveva appena nascosto in una caverna; qui, sorpreso da un orso, è costretto a scappare a piedi finendo per sbaglio nella fattoria dei suoi avi irlandesi, i trisavoli Seamus e Maggie McFly e il neonato bisnonno William (il primo McFly nato in America), coi quali fa conoscenza presentandosi con lo pseudonimo dell'attore Clint Eastwood. I suoi avi lo rifocillano e gli indicano come arrivare in città.
Nel saloon di Hill Valley, Marty fa conoscenza con Buford "cane pazzo" Tannen che, dopo un equivoco, insegue il ragazzo a cavallo e tenta di impiccarlo davanti al tribunale ancora in costruzione. Marty viene salvato all'ultimo secondo da Doc, che spara alla corda con un fucile di precisione di sua invenzione. Qui Marty scopre che il debito contratto con Buford da Doc, che nel 1885 ha iniziato a fare il maniscalco come copertura, è dovuto al fatto che il cavallo ferrato dallo scienziato aveva perso un ferro, disarcionando così Tannen che, nel cadere, aveva rotto un whisky e aveva inoltre dovuto uccidere il cavallo. Marty informa Doc di tutto, ma purtroppo scopre che per poter tornare al futuro devono prima trovare un modo per far raggiungere alla DeLorean le 88 miglia orarie necessarie, dal momento che la macchina del tempo è rimasta senza benzina a causa della rottura del serbatoio e che in quell'epoca la benzina non esisteva ancora. Dopo aver verificato che nemmeno i più veloci cavalli da traino arrivano a tale velocità, i due provano ad alimentare l'auto con una bevanda fortemente alcolica acquistata al saloon, ma ciò danneggia il sistema di iniezione. Siccome non è possibile né spingerla giù da un pendio né aspettare l'inverno per farla scivolare su un lago ghiacciato, arrivano infine all'idea di spingerla con una locomotiva a vapore. Un macchinista di un treno della vicina stazione spiega loro che per lanciare una locomotiva dell'epoca a circa 90 miglia all'ora è necessario che vi sia un tracciato dritto e con la giusta inclinazione, che la locomotiva non traini alcun vagone e che la caldaia sia particolarmente calda, informandoli inoltre che il prossimo treno sarebbe passato di lì il lunedì successivo.
Nel mettere a punto il piano, arrivano a salvare dalla caduta in un burrone un carro guidato dalla maestra Clara Clayton, che Doc si era proposto di andare a prendere alla vicina stazione, ma di cui si era dimenticato a causa dell'arrivo di Marty: questo modifica leggermente la precedente linea temporale, in quanto il burrone, all'epoca chiamato "Shonash", avrebbe preso il nome di "Clayton" in seguito alla morte della donna. Doc e Clara si scoprono subito affini, dato che anche la donna ama la scienza. Il giorno seguente Marty, Doc e Clara partecipano alla festa del paese per l'inaugurazione dell'orologio della futura torre dell'orologio, quando sopraggiunge Tannen che tenta di sparare alla schiena a Doc, che viene prontamente salvato da Marty. Buford sfida allora Marty a duello dandogli appuntamento alla mattina di lunedì, e quest'ultimo accetta convinto che a quell'ora lui e Doc saranno già tornati al 1985, dato che si tratta proprio della mattina del giorno in cui avevano prestabilito il loro ritorno al futuro. Il giorno seguente Doc fa notare a Marty che, se ci fosse stato qualche imprevisto, sulla futura lapide potrebbe comparire ancora il nome del ragazzo al posto del suo e lo scienziato confessa inoltre al ragazzo di essersi innamorato a prima vista di Clara, tanto da decidere di rinunciare a tornare nel 1985. Marty, tuttavia, riesce a convincere nuovamente lo scienziato a partire, ricordandogli che anche la sua morte poteva ancora essere nel suo futuro prossimo e (scambiandosi i ruoli con Doc) che i due devono riflettere su che cosa sia più giusto fare. Vedendo la tristezza di Doc, Marty, dispiaciuto, gli propone di portare anche Clara nel futuro, ma Doc a malincuore, come anche Marty gli ha appena ricordato, dice che questo potrebbe causare alterazioni temporali e che alterare il tempo per il proprio interesse personale è un grave errore. Doc promette che, una volta tornati nel futuro, come prima cosa distruggerà definitivamente la macchina del tempo, dicendo di aver commesso un grave errore nel costruirla e che viaggiare nel tempo ha portato solo dolore. Poi Doc, dovendo dare spiegazioni a Clara, prova a raccontarle la verità e a convincerla della realtà dei viaggi nel tempo, ma non viene creduto e ottiene solo una dolorosa rottura della loro relazione.
La mattina del viaggio, Doc, recatosi la notte precedente al saloon col cuore spezzato, beve un solo bicchiere di un potente alcolico, ma, non reggendo l'alcool, sviene, ritardando il piano. Quando Marty arriva all'appuntamento, chiede l'aiuto del barista che prepara un toccasana per far rinsavire Doc; i due tentano così di scappare, ma Buford, sopraggiunto nel frattempo, prende Doc in ostaggio costringendo Marty al duello. Il ragazzo vince grazie a una furbizia ispirata dal film western di Sergio Leone Per un pugno di dollari, ovvero nascondendosi il coperchio di una vecchia stufa sotto il poncho per non farsi ferire dal proiettile sparato dall'avversario. Con un pugno Marty manda Buford KO dentro un carro pieno di letame, proprio quando sopraggiunge il vice sceriffo venuto ad arrestare il pistolero per aver rapinato la diligenza di Pine City. Così i due protagonisti possono mettere in atto il piano per dirottare la locomotiva, che sono costretti a intercettare a cavallo a causa dei molti imprevisti; i due "prendono in prestito" la locomotiva e staccano i vagoni mentre Doc carica la fornace con una speciale carbonella di sua invenzione, che ne aumenterà la velocità, ma la farà anche esplodere dopo aver raggiunto le 88 miglia orarie. Qui si verifica un altro imprevisto: Clara, che inizialmente aveva preso quello stesso treno per allontanarsi dalla città, ha scoperto il loro piano e li raggiunge anche lei a cavallo. Mentre salta sulla locomotiva in movimento, il suo vestito resta impigliato e lei rischia di morire. A questo punto Doc si fa passare da Marty l'hoverboard, che si trovava ancora a bordo della macchina, e riesce così a salvare Clara, rinunciando però a salire sulla DeLorean e quindi a tornare nel 1985.
Marty torna al futuro come previsto, arrivando alle 11 del mattino del 27 ottobre 1985, con la DeLorean lanciata sui binari del ponte sul burrone (non più noto come "Shonash", né come "Clayton", bensì come "Eastwood", in quanto Marty fu ritenuto morto nell'incidente con il treno dagli abitanti della Hill Valley del vecchio West), ponte che nel 1885 doveva ancora essere completato. Pochi secondi dopo, il passaggio di un treno su quegli stessi binari distrugge la DeLorean. Il destino quindi ha esaudito il desiderio che Doc aveva fin dal ritorno dal 2015. Marty però è triste perché pensa che Doc in questo modo non potrà mai più tornare. Il ragazzo raggiunge la sua fidanzata, Jennifer Parker, alla quale racconta tutta la verità. I due, mentre sono in macchina, vengono sfidati a una gara da Needles, loro compagno di scuola: Marty finge di accettare ma, all'ultimo momento, si tira indietro, ricordandosi del racconto del suo trisnonno Seamus, il quale gli aveva rivelato di aver avuto un fratello di cui Marty ignorava l'esistenza, orgoglioso, permaloso e intollerante alle provocazioni proprio come lui, e che a causa di questo finì ucciso da un colpo di pistola. Marty, sottraendosi alla sfida, scoprì che, se vi avesse partecipato, si sarebbe scontrato con una Rolls-Royce, un incidente che avrebbe distrutto la sua carriera di musicista e gli sarebbe anche costato una denuncia (come Jennifer aveva scoperto sentendo parlare la sua futura suocera, Lorraine Baines, nel 2015, in una scena del capitolo precedente). I due raggiungono poi i resti della DeLorean e, mentre osservano ciò che resta della macchina, da un lampo di luce appare un'incredibile "locomotiva del tempo", con a bordo proprio Doc e la sua famiglia, dato che questi nel frattempo si è sposato con Clara e ha avuto due figli, Giulio e Verne. Tornato per rivedere il suo giovane amico e per recuperare il suo cane, Einstein, Doc spiega a Marty di aver costruito la nuova macchina del tempo, funzionante a vapore, e gli consegna un regalo: la foto incorniciata di Marty e Doc accanto all'orologio di Hill Valley del 1885, che i due si erano fatti scattare nel passato. Jennifer gli mostra un foglietto che aveva preso nel futuro, in cui vi era scritto che il Marty del futuro era stato licenziato, ma che nel frattempo si era cancellato, e Doc spiega ai ragazzi che ciò significa che ora i due hanno in mano il loro futuro e il loro destino non è ancora stato scritto: egli li esorta quindi a crearselo nel miglior modo possibile e infine riparte con la sua famiglia per un nuovo viaggio nel tempo.

## Produzione

### Sceneggiatura
Il regista Robert Zemeckis disse che durante la realizzazione del primo capitolo, avevano parlato del rapporto di Doc con le donne, ideando uno scenario per spiegare la sua apparente mancanza di interesse per il sesso opposto, in cui il suo primo amore lo aveva fatto scegliere tra la scienza e lei, e lui aveva scelto la scienza. Zemeckis e Gale scrissero la scena e volevano inserirla nella Parte II, ma, infine, la rimandarono all'ultimo capitolo. Zemeckis ha dichiarato riguardo ai temi trattati nell'ultimo capitolo: «la Parte III riguarda la crescita dei personaggi. In un certo senso, Doc e Marty McFly si scambiano i ruoli, Marty diventa un uomo e Doc Brown diventa un ragazzo: entra in contatto con quella parte di se stesso fanciullesca, romantica e innocente».

### Interpreti

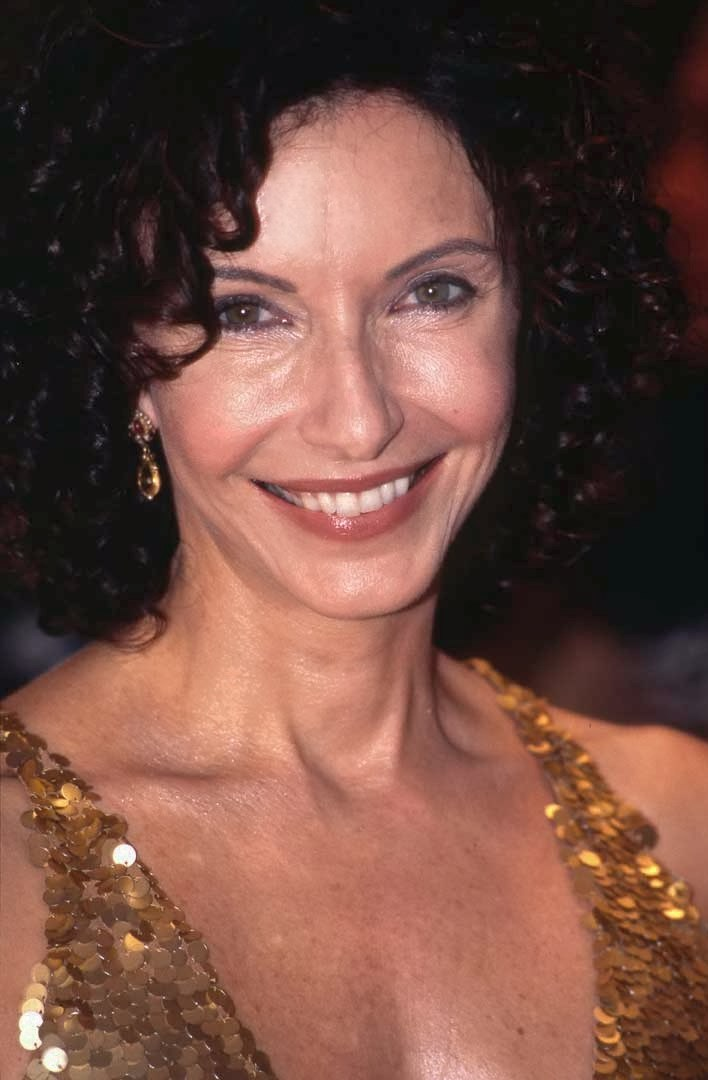
Mary Steenburgen interpreta Clara Clayton

Quando Robert Zemeckis e Bob Gale decisero che Doc Brown si sarebbe innamorato in Ritorno al futuro - Parte III, entrambi avevano in mente un'unica attrice che incarnava veramente la loro visione del personaggio, e che poteva catturare il cuore dell'enigmatico scienziato, ovvero Mary Steenburgen. Fortunatamente, l'attrice era altrettanto eccitata all'idea di interpretare la maestra elementare Clara Clayton, e spiegò così perché accettò la parte con piacere: «Ho due bambini e, di conseguenza, abbiamo visto Ritorno al futuro innumerevoli volte in video. Quando ho incontrato Bob e Bob, e mi hanno detto cosa avevano in programma per la Parte III, e che sarebbe stato un western, i miei occhi si sono illuminati». Il film fu il suo secondo western, dopo Verso il sud (1978), e il suo secondo film sui viaggi nel tempo, dopo L'uomo venuto dall'impossibile (1979); in quest'ultimo film, l'attrice ebbe un ruolo molto simile a quello di Ritorno al futuro - Parte III, dichiarando: «ho recitato la stessa scena in quel film e nella Parte III: un uomo di un periodo diverso mi dice che è innamorato di me, ma deve tornare al suo tempo. La mia risposta in entrambi i casi è, ovviamente, incredulità, e li caccio fuori dalla mia vita. In seguito, scopro che mi sbagliavo e che, in effetti, l'uomo è davvero di un altro tempo, e vado dietro a lui per professare il mio amore. È una sensazione piuttosto strana trovarti a rifare la stessa scena, a tanti anni di distanza, per la seconda volta nella tua carriera».
Nel film appare Flea, bassista dei Red Hot Chili Peppers, nel ruolo del bullo Douglas "Flea" Needles (e compagno di scuola di Marty). Era già apparso in Ritorno al futuro - Parte II, come suo futuro collega di lavoro.
I tre vecchietti nel saloon sono impersonati da Dub Taylor, Pat Buttram e Harry Carey Jr., che hanno spesso recitato la parte di compari, ubriaconi e cittadini in decine di film western.

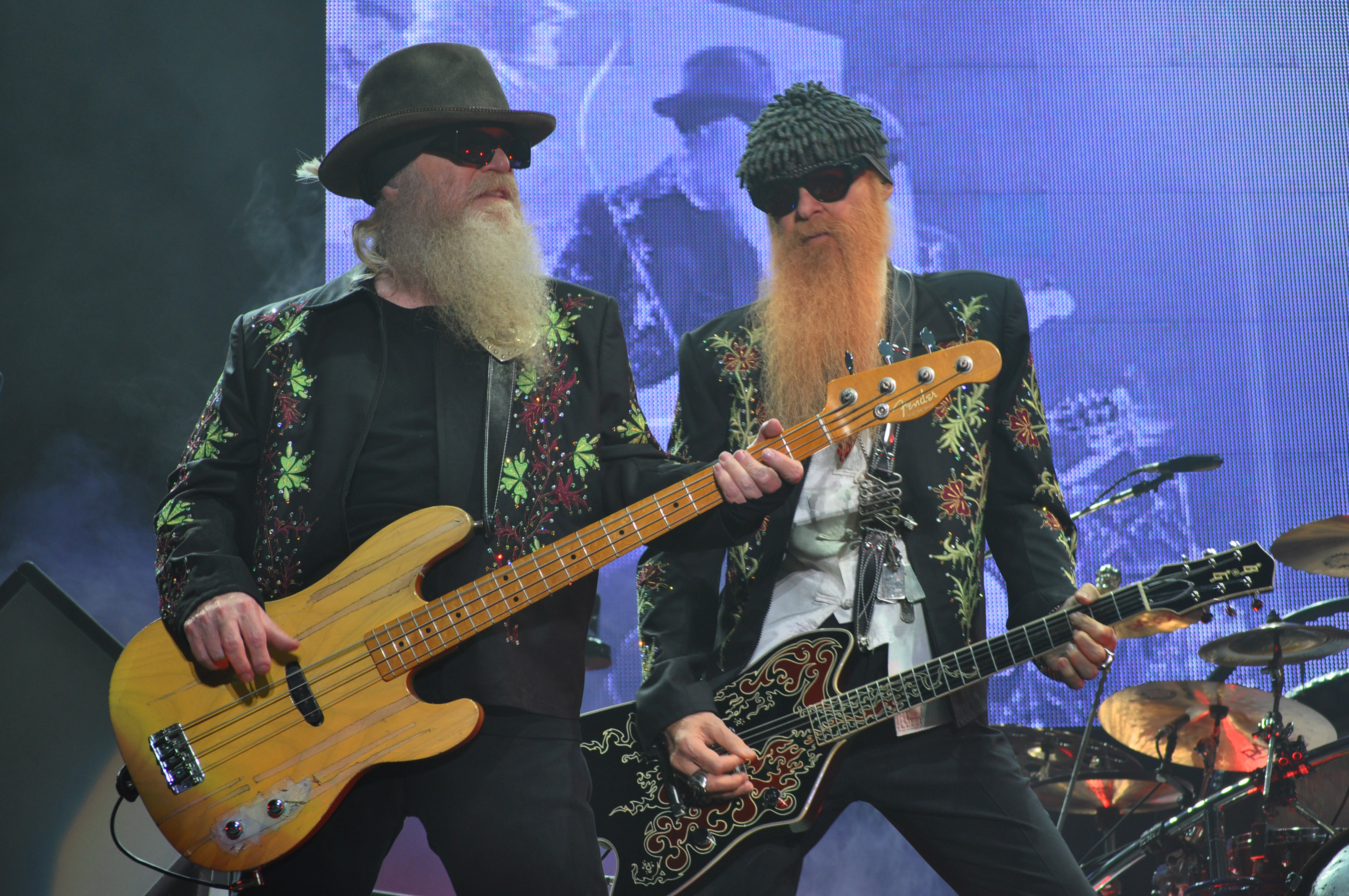
Gli ZZ Top compaiono in un cameo nel film

Gli ZZ Top (presenti anche con un brano nella colonna sonora) impersonano il gruppo musicale che suona alla festa di Hill Valley per l'inaugurazione del nuovo municipio.

### Luoghi delle riprese
Il film è stato in parte girato nei sobborghi di Los Angeles, e in parte nel nord della California, nei dintorni del paese di Sonora, più precisamente:
- Fattoria dei McFly (1885) ed esterni della miniera e cimitero dei Pistoleros mancati (1955): China Flat, Cheeseboro and Palo Comado Canyon, Santa Monica Recreation Area, Oak Park, Contea di Ventura;
- Interno della miniera (1955): Stage 12, Universal Studios, Universal City (CA);
- Villaggio di Hill Valley in stile western (1885), ripresa dall'alto, costruita appositamente presso il Red Hills Ranch, 8 miglia a sud di Jamestown, nord California, sulla Highway 108, set usato nel 1994 da un altro film western Bad Girls, poi distrutto in un incendio nel 1996[5];
- Stazione e linea ferroviaria di Hill Valley (1885) e altre varie scene, presso Railtown 1897 State Historic Park, Jamestown, nord California, vicino a Sonora, lo stesso set usato in omaggio al film western Il cavaliere pallido del 1985, diretto e interpretato, appunto, da Clint Eastwood;
- Pohatchee Drive-in (1955) e arrivo nel West (1885): Monument Valley, Navajo Tribal Park (tra Utah e Arizona);
- cimitero ed esterni della miniera d'argento (1885): Agoura Hills, California, stesso set del film Il cavaliere pallido;
- burrone Shonash-Clayton (1885): Red Hills, 6 miglia a sud-ovest di Chinese Camp, Tuolumne County;
- passaggio a livello dove verrà distrutta la DeLorean (1985): passaggio a livello di South Ventura Road & 4th Street, a Port Hueneme;
- Casa di Marty (1985): 9303 Roslyndale Avenue, Arleta, Los Angeles;
- Casa di Jennifer (1985): 161 North Magnolia ave, Monrovia;
- Casa dei McFly a Hilldale e scena finale, della partenza al semaforo (1985): Doris Avenue angolo Oxford Drive, Oxnard, Los Angeles.

### Scene eliminate
- In una scena tagliata del film, presente nei contenuti aggiuntivi dei DVD e Blu-ray, Buford Tannen uccide lo “sceriffo” James Strickland, sparandogli alla schiena. Per questo motivo il personaggio è assente per tutta la seconda metà del film e ad arrestare Tannen alla fine ci pensa il suo vice.[6]

## Colonna sonora
Sui titoli di coda è possibile udire la canzone Doubleback degli ZZ Top, della quale è presente anche una versione riarrangiata in chiave western strumentale in versione bluegrass, suonata dagli stessi ZZ Top nei panni di un complessino country durante la festa del paese.
Sempre durante la festa nel 1885 si può sentire chiaramente la melodia di The Battle Cry of Freedom, canzone molto cantata durante la guerra d'indipendenza americana e negli anni successivi.

## Edizione italiana
Per la versione italiana del terzo capitolo, così come per il precedente, la direzione del doppiaggio fu affidata a Manlio De Angelis, affidando le voci principali ancora una volta a Sandro Acerbo, Marty, e a Dario Penne, Doc.
Come per i precedenti capitoli, in fase di adattamento dei dialoghi, sono stati effettuati anche alcuni cambiamenti di testo:
- lo "sceriffo" Strickland nella versione originale non è uno sceriffo, ma un Marshal, traducibile in italiano anche come "maresciallo"; la funzione primaria dei Marshal degli Stati Uniti era quella di tutore della legge della municipalità, e la sua giurisdizione si limitava esclusivamente ai confini cittadini ed erano pertanto più correttamente degli agenti di polizia giudiziaria. Non essendo molto conosciuti dal pubblico generalista italiano, e per evitare confusione, nella versione italiana si è preferito tradurlo più semplicemente come "sceriffo".[7][8][9]

## Riconoscimenti
- 1991 – Saturn Award
  - Miglior attore non protagonista a Thomas F. Wilson
  - Miglior colonna sonora ad Alan Silvestri
  - Candidatura per il miglior film di fantascienza
  - Candidatura per la miglior regia a Robert Zemeckis
  - Candidatura per i migliori costumi a Joanna Johnston
- 1990 – BMI Film & TV Awards
  - BMI Film Music Award ad Alan Silvestri
- 2003 – DVD Exclusive Awards
  - Best Special Edition of the Year - Classic Movie per Ritorno al futuro (franchise)
- 1991 - Premio Hugo
  - Candidatura per la Miglior rappresentazione drammatica
- 1990 - MTV Video Music Awards
  - Candidatura per il miglior video tratto da un film (Doubleback) a ZZ Top
- 1991 - Young Artist Award
  - Candidatura per il miglior film commedia/d'azione per la famiglia

## Accoglienza

### Incassi
La Parte III fu quella con l'incasso più basso nel franchise, con 88277583 $ incassati negli Stati Uniti (la Parte II, uscita sei mesi prima, aveva guadagnato 118,4 milioni nel paese) ai quali vanno ad aggiungersi 156800000 $ incassati nel resto del mondo, per un incasso totale di 245077583 $ a livello globale.

### Critica
Il sito aggregatore di recensioni Rotten Tomatoes riporta che l'80% delle 45 recensioni professionali ha dato un giudizio positivo sul film, con un voto medio di 6,7 su 10. Il consenso critico del sito recita: «Ritorno al futuro - Parte III porta la trilogia a una conclusione soddisfacente con un giro più semplice e più dolce di buffonate del viaggio nel tempo». Su Metacritic il film detiene invece un punteggio del 55 su 100, basato su 19 recensioni e indicando "recensioni miste o medie".
Kim Newman di Empire ha dato al film quattro stelle su cinque, dicendo che «ripristina l'interesse del cuore del primo film e ha una trama completa soddisfacente». Ha elogiato Michael J. Fox per «mantenere la trama in movimento», definito la storia d'amore di Christopher Lloyd e Mary Steenburgen come «divertente», e affermato che il finale «presenta una delle migliori macchine del tempo nel cinema, promettendo che questo è davvero l'ultimo della serie e avvolgendolo in modo ordinato per tutti».
Leonard Maltin ha preferito questo film ai primi due, dandogli 3,5 stelle su 4, dicendo che «offre molto divertimento, abbaglianti effetti speciali e immaginazione da vendere. Qui c'è vera magia cinematografica al lavoro».
Roger Ebert gli diede solo 2,5 stelle su 4, ritenendo che una delle delizie dei primi due film fosse stato il modo in cui la storia si muoveva vertiginosamente nel tempo e ritenendo pertanto che questa qualità mancasse nel terzo capitolo che, secondo il critico, «fa alcuni inchini nella direzione delle complessità del viaggio nel tempo, per poi diventare una commedia western di routine». Il critico elogiò invece una qualità che, secondo lui, rimane costante in tutti e tre i film, «una sorta di qualità agrodolce ed elegiaca che coinvolge romanticismo e tempo».
Al momento dell'uscita iniziale, la reazione alla Parte III era stata in qualche modo attenuata e mista a causa del successo dei due predecessori, ma negli anni questa tendenza è cambiata e il film è stato rivalutato e considerato da molti critici come il migliore dei due sequel. Nel 2020 Syfy Wire lo ha definito: «Meno ingannevole del suo predecessore, Ritorno al futuro - Parte III raddoppia il cuore pulsante della serie, il rapporto tra Marty e Doc, e dà loro archi emotivi soddisfacenti che strattonano le corde del cuore negli ultimi momenti del film [...] è quel raro threequel che conclude la saga in un modo così soddisfacente e gratificante che, 30 anni dopo, regge ancora». Mentre The Hollywood Reporter ha scritto: «Il film è solo migliorato con il tempo nei 30 anni da quando è uscito. [...] è un orologio svizzero di sceneggiatura. Una trama perfetta la cui struttura scatta in posizione come il meccanismo di una serratura, in quanto ripaga cinque anni di archi narrativi dei personaggi che potrebbero non essere stati completamente soddisfacenti per il pubblico di allora».